# Dekanat Złotów II
Dekanat Złotów II – jeden z dwudziestu jeden dekanatów w rzymskokatolickiej diecezji bydgoskiej.

## Parafie
W skład dekanatu wchodzi 5 parafii (kolejność według dat erygowania parafii):
| Lp. | Miejscowość / parafia          | Rok erygowania | Patron                    | Odpust parafialny                                       | Uwagi | Zdjęcie |
| --- | ------------------------------ | -------------- | ------------------------- | ------------------------------------------------------- | --- | ------- |
| 1   | Krajenka św. Anny              | 1420           | Święta Anna               | 26 lipca, 19 marca, 1 maja                              | Kościół parafialny z 1774 roku (w rejestrze zabytków); kościoły filialne: św. Józefa w Krajence (poewangelicki z 1847) oraz św. Józefa w Śmiardowie Krajeńskim; www                         |         |
| 2   | Sławianowo św. Jakuba Apostoła | XVI w.         | św. Jakub Większy Apostoł | 25 lipca, 4 grudnia                                     | Szachulcowy kościół parafialny z 1806 roku (w rejestrze zabytków); kościoły filialne: Chrystusa Króla w Kleszczynie (ryglowy, poewangelicki z 1879) oraz św. Jadwigi Śląskiej w Skicie; www |         |
| 3   | Głubczyn Trójcy Świętej        | 1588           | Trójca Święta             | 24 czerwca, 8 września (Skórka), Święto NSPJ (Paruszka) | Kościół parafialny św. Jana Chrzciciela z 1871 roku; kościoły filialne:Narodzenia NMP w Skórce (poewangelicki z 1900) i NSPJ w Paruszce (z 1935); www                                       |         |
| 4   | Złotów św. Rocha               | 1981           | Święty Roch               | 16 sierpnia (niedziela)                                 | Kościół parafialny neogotycki z 1904 roku zaadaptowany z kaplicy cmentarnej (w rejestrze zabytków); www                                                                                     |         |
| 5   | Święta św. Jana Chrzciciela    | 1998           | św. Jan Chrzciciel        | 29 sierpnia                                             | Kościół parafialny zbud. w 1987 roku; kościół filialny św. Józefa Rzemieślnika w Nowej Świętej oraz kaplica w Wąsoszu www                                                                   |         |